# Psychotria brevinodes
Psychotria brevinodes är en måreväxtart som beskrevs av Ignatz Urban. Psychotria brevinodes ingår i släktet Psychotria och familjen måreväxter. Inga underarter finns listade i Catalogue of Life.